# Rodrigue Fassinou
Rodrigue Fassinou (22 maggio 1999) è un calciatore beninese, centrocampista del Loto-Popo.

## Carriera

### Club
Ha sempre giocato nel campionato beninese.

### Nazionale
Ha esordito con la maglia della Nazionale nel 2017 e ha partecipato alla Coppa d'Africa nel 2019.